# Aksu (obwód turkiestański)
Aksu (kaz.: Ақсу; ros.: Аксу) – wieś w południowym Kazachstanie, w obwodzie turkiestańskim, siedziba administracyjna rejonu Sajram. W 2009 roku liczyła ok. 29,5 tys. mieszkańców.